# Lago Raquette
Il lago Raquette è la "sorgente" del fiume Raquette sui Monti Adirondack nello stato di New York (USA). Esso si trova vicino all'omonimo villaggio. Il lago ha uno sviluppo costiero di 159 km, circondato da boschi di pini e montagne. Si trova nei territori comunali di Long Lake e Arietta, entrambi appartenenti alla Contea di Hamilton.
Il lago Raquette è molto popolare, specialmente in estate, grazie al suo panorama, alla navigazione con imbarcazioni da diporto e all'escursionismo. Vi sono molti campi estivi per bambini. In inverno cospicue nevicate fanno di questa zona un ambiente molto favorevole alle escursioni in motoslitta, allo sci di fondo, alle passeggiate con racchette da neve (ciaspole). 
Il lago fa inoltre parte delle 740 miglia del Percorso in canoa della foresta di Nord-Est, che inizia a Old Forge e termina a Fort Kent, nel Maine.

## Storia
L'origine del nome è incerta. Una versione è che derivi dal termine francese con il quale si designano le racchette da neve: raquette, che sarebbe stato attribuito al lago da un gruppo di conservatori (Tory) guidati da Sir John Johnson, 20 baronetto, nel 1776. Procedendo con le ciaspole essi furono sorpresi dal disgelo primaverile quando raggiunsero il lago. Qui essi lasciarono tutti le loro ciaspole sulle rive del lago. 
Il lago Raquette divenne uno dei luoghi di villeggiatura estiva più prestigiosi presso le élite del XIX secolo. Nel 1877 William West Durant iniziò a lavorare su quello che sarebbe diventato il primo dei Grandi Campi, il Pine Knot. Altre case estive nel great camp style sul lago Raquette comprendono il "North Point" (i fabbricati del 1870 sostituiti da Lucy Carnegie nel 1903), Echo Camp (1883) e Bluff Point (1876).
Il lago Raquette funse da punto centrale per ritiri da gioventù dorata quali il "gran campo" Sagamore (1897; ora un National Historic Landmark), Camp Uncas (1890; divenuto un National Historic Landmark nell'autunno del 2008) e Kamp Kill Kare (1896), sui vicini laghi Sagamore, Mohegan e Kora rispettivamente. Sagamore è aperto al pubblico per visite guidate durante i mesi non invernali e anche come struttura educativa.

## Bluff Point e William West Durant
Bluff Point è ancora un campo privato che dura come tale da oltre 100 anni. Fu costruito da Francis Stott, di Stottville, dietro suggerimento di Thomas C. Durant. La famiglie di Durant e Scott avevano sviluppato insieme per breve tempo degli affari con la Durant, Lathrop & Co. ad Albany negli anni 1840. Quando Bluff Point fu venduto all'editore di riviste Robert J. Collier, nel 1905, gran parte delle strutture furono modificate ed ampliate negli attuali gruppi di fabbricati.

## Pine Knot e William West Durant

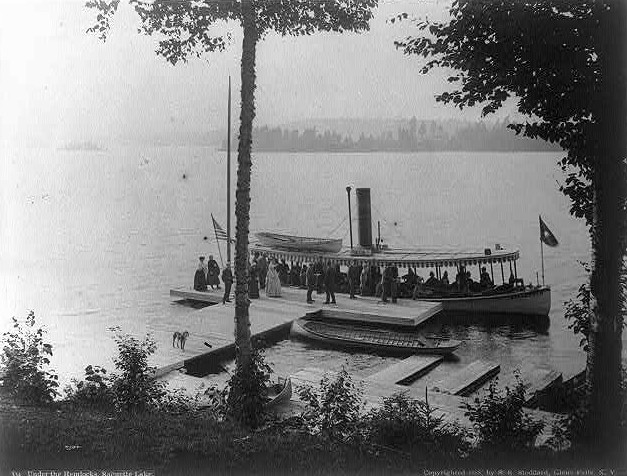
Piccolo vapore che trasporta passeggeri dal lago delle Blue Mountain Lake via la Eckford Chain of Lakes e il Marion River.
"Under the hemlocks" - Raquette Lake, 1888, S R Stoddard

Pine Knot, Uncas e Sagamore furono progettate con materiali locali degli Adirondack da William West Duran, figlio di Thomas C. Durant. Quest'ultimo era famoso per aver costruito la metà orientale di una ferrovia transcontinentale. La prima di questi tre "Great Camps" fu Camp Pine Knot, iniziato da Thomas e ripreso da William nel 1879. La costruzione continuò durante il 1890. Questo campo fu utilizzato da W.W. Durant come mostra quando ospitava magnati delle ferrovie convincendoli all'idea che si trattasse di un campo per ognuno di loro.
Nel 1895 W.W. Durant vendette il campo a Collis P. Huntington, costruttore della parte occidentale di una Ferrovia Transcontinentale, in parziale pagamento di un debito. Nel 1949 Archer Milton Huntington diede il campo all'Università statale di New York di Cortland, affinché la potesse utilizzare per l'insegnamento e non tornasse più allo stato. Nel 1938 la famiglia dotò il lago Raquette, in cambio di un dollaro, di una cappella per il villaggio.
William West Durant fornì anche I fondi per la costruzione due cappelle estive sul lago, accessibili per via d'acqua solo in estate. La chiesa episcopale del Buon Pastore (1880) e la chiesa cattolica di San Guglielmo di Long Lake a Long Point (1890) furono progettate dall'architetto J. Cleaveland Cady della Cady, Berg & See di New York City.
Oggi un giro completo del lago, con prima colazione o pranzo è disponibile a bordo della WW Durant, costruita come le imbarcazioni che attraversavano il lago nel XIX secolo.

## Fonti
- (EN) Alfred L. Donaldson, A History of the Adirondacks., New York, Century, 1921. OCLC 1383265. (ristampa)